# 赫日布斯卡

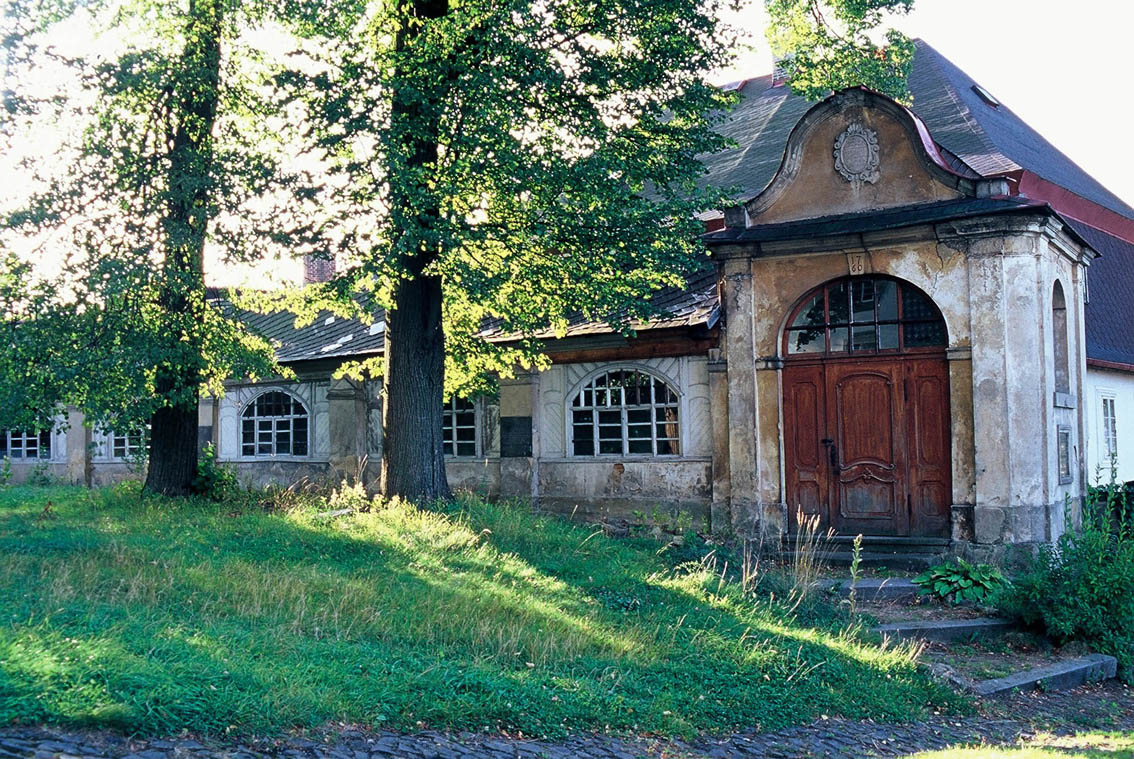

赫日布斯卡是捷克的城鎮，位於該國北部，由烏斯季州負責管轄，面積15.93平方公里，海拔高度387米，鎮上有歐洲最古老的玻璃廠，2012年人口1,419。